# Dinah Jane
 (mars 2018).
Si vous disposez d'ouvrages ou d'articles de référence ou si vous connaissez des sites web de qualité traitant du thème abordé ici, merci de compléter l'article en donnant les références utiles à sa vérifiabilité et en les liant à la section « Notes et références ».
Dinah Jane Milika Ilaisaane Hansen, née le 22 juin 1997, est une chanteuse américaine, mieux connue en tant que membre du groupe Fifth Harmony, formé lors de la deuxième saison de The X Factor US en 2012.
Elle est maintenant chanteuse indépendante.

## Biographie

### Jeunesse
Dinah Jane a grandi à Santa Ana, en Californie et est la fille de Gordon Hansen et Milika Amasio. Elle est l'ainée de 7 enfants et a grandi dans une maison de 4 chambres avec 23 autres personnes. Elle est d'origine polynésienne, tongane, samoane, fidjienne et danoise. Hansen s'est produit en public pour la première fois en chantant l'hymne national à l'âge de sept ans. En 2011, elle a enregistré son premier single intitulé Dancing Like a White Girl. Elle a fréquenté l'école des arts du comté d'Orange et a obtenu son diplôme en 2015. Parmi ses influences musicales, elle a cité les artistes Patti LaBelle, Beyoncé, Leona Lewis, Mariah Carey et Etta James,.

### Carrière

#### The X Factoret Fifth Harmony
Hansen a auditionné pour The X Factor en 2012, en chantant If I Were a Boy de Beyoncé. Pour son solo du camp d'entrainement, elle a chanté Hero de Mariah Carey et est la seule membre de Fifth Harmony à avoir été diffusée. Elle a chanté contre Diamond White lors du deuxième tour du camp d'entrainement, en chantant Stronger (What Doesn't Kill You) au cours de laquelle elle a oublié certaines paroles. Elle a été éliminée lors de la compétition du camp d'entrainement, mais a été ramenée avec Ally Brooke, Normani, Lauren Jauregui et Camila Cabello pour former le groupe désormais connu sous le nom de Fifth Harmony. Le groupe est arrivé en finale et a terminé troisième.
Fifth Harmony a sorti son premier EP, Better Together en 2013, son premier album Reflection en janvier 2015 et son deuxième album 7/27 en mai 2016. Leurs deux premiers albums ont généré respectivement les singles Worth It et Work from Home, qui ont atteint le top 10 de plusieurs classements internationaux. Le groupe a également contribué à la bande originale du film d'animation Hôtel Transylvanie 2 avec leur chanson I'm in Love with a Monster. Elles ont sorti leur troisième album éponyme et le premier en tant que groupe de quatre membres le 25 août 2017. Le 19 mars 2018, le groupe a annoncé un hiatus indéfini pour se concentrer sur des projets solo.

#### Travail solo
En 2015, Hansen a auditionné pour le rôle du personnage principal dans le film d'animation Vaiana, le rôle a finalement été attribué à Auli'i Cravalho. En 2017, le site web de Fuse a inclus Hansen dans un article sur les personnalités de la future histoire de l'Asie et du Pacifique, en nommant les artistes prometteurs. Fin 2017, elle a participé à la chanson de RedOne Boom Boom avec Daddy Yankee et French Montana,. Le 24 novembre 2017, elle a chanté l'hymne national tongan Koe Fasi Oe Tui Oe Otu Tonga lors du match de demi-finale de la Coupe du monde de rugby 2017. Hansen a sorti un medley de Noël avec la chanteuse Leona Lewis. Hansen a collaboré avec Ty Dolla Sign et Marc E. Bassy pour son premier single, intitulé Bottled Up. Il est sorti le 21 Septembre 2018, accompagné de son clip. Le 26 mars 2019, elle sort un nouveau clip, où l'on peut entendre une nouvelle chanson : Retrograde. Le 28 mars, elle annonce la sortie prochaine de son premier Extended Play (EP), intitulé Dinah Jane 1. Il sort le 19 avril 2019 et est composé de trois nouveaux titres: Heard It All Before, Pass Me By et Fix It. Heard It All Before en sera le single, qui aura le droit à son propre clip. En mai 2019, Retrograde sort sur toutes les plateformes de streaming. En juillet 2019, elle sort un dernier single intitulé SZNS, en featuring avec le rappeur A Boogie wit da Hoodie.

## Discographie

### Singles
| Titre                                                                                                | Année | Charts | Charts | Charts | Charts | Charts | Album             |
| Titre                                                                                                | Année | CHI    | FRA    | N-Z    | POL    | ESP    | Album             |
| --- | ----- | ------ | ------ | ------ | ------ | ------ | ----------------- |
| Boom Boom (avec RedOne, Daddy Yankee et French Montana)                                              | 2017  | 1      | 166    | -      | 49     | 33     | Single sans album |
| Bottled Up (avec Marc E. Bassy et Ty Dolla Sign)                                                     | 2018  | -      | -      | 13     | -      | -      | Single sans album |
| Heard It All Before                                                                                  | 2019  | -      | -      | -      | -      | -      | Dinah Jane 1      |
| SZNS (avec A Boogie wit da Hoodie)                                                                   | 2019  | -      | -      | -      | -      | -      | Single sans album |
| Missed a Spot                                                                                        | 2020  | -      | -      | -      | -      | -      | à venir           |
| "-" désigne une version qui n'a pas été dans le classement ou n'a pas été publiée sur ce territoire. |       |        |        |        |        |        |                   |

### Singles promotionnels
| Titre                     | Année | Album             |
| ------------------------- | ----- | ----------------- |
| Dancing Like a White Girl | 2011  | Single sans album |
| Retrograde                | 2019  | Single sans album |
| Lottery                   | 2020  | Single sans album |
| 1501                      | 2020  | Single sans album |

## Filmographie
- 2012-2013 : The X Factor U.S. : Elle-même
- 2014 : Faking It : Elle-même
- 2015 : Barbie: Life in the Dreamhouse : Elle-même
- 2016 : The Ride : Elle-même
- 2018 : Lip Sync Battle : Elle-même
- 2018 : Sugar : Elle-même
- 2018 : The After Party : Elle-même
- 2019 : Wild 'n Out : Elle-même

## Distinctions

### Nominations
- 2018 : Teen Choice Awards : Choice Latin Song pour Boom Boom (avec RedOne, Daddy Yankee et French Montana)
- 2019 : IHeartRadio Music Awards : Best Solo Breakout

### Récompenses
- 2017 : BMI London Awards : Pop Award Songs pour All in My Head (Flex)
- 2018 : BMI Pop Awards : Award Winning Songs pour All in My Head (Flex)